# Блейклі (Пенсільванія)
Блейклі (англ. Blakely) — місто (англ. borough) в США, в окрузі Лекаванна штату Пенсільванія. Населення — 6657 осіб (2020).

## Географія
Блейклі розташоване за координатами 41°29′9″ пн. ш. 75°36′5″ зх. д. / 41.48583° пн. ш. 75.60139° зх. д. (41.485933, -75.601254).  За даними Бюро перепису населення США в 2010 році місто мало площу 9,88 км², уся площа — суходіл.

## Демографія
Згідно з переписом 2010 року, у селищі мешкали 6564 особи в 2816 домогосподарствах у складі 1742 родин. Густота населення становила 665 осіб/км².  Було 3024 помешкання (306/км²).
Расовий склад населення:
| - 96,6 % — білих - 1,0 % — чорних або афроамериканців - 0,7 % — азіатів - 0,1 % — корінних американців |

До двох чи більше рас належало 0,9 %. Частка іспаномовних становила 1,8 % від усіх жителів.
За віковим діапазоном населення розподілялося таким чином: 18,3 % — особи молодші 18 років, 56,6 % — особи у віці 18—64 років, 25,1 % — особи у віці 65 років та старші. Медіана віку мешканця становила 47,2 року. На 100 осіб жіночої статі у селищі припадало 83,0 чоловіків;  на 100 жінок у віці від 18 років та старших — 80,0 чоловіків також старших 18 років.
Середній дохід на одне домашнє господарство  становив 54 057 доларів США (медіана — 39 844), а середній дохід на одну сім'ю — 70 824 долари (медіана — 54 417). Медіана доходів становила 40 541 долар для чоловіків та 45 020 доларів для жінок. За межею бідності перебувало 17,8 % осіб, у тому числі 22,2 % дітей у віці до 18 років та 17,9 % осіб у віці 65 років та старших.
Цивільне працевлаштоване населення становило 2971 особа. Основні галузі зайнятості: освіта, охорона здоров'я та соціальна допомога — 26,2 %, роздрібна торгівля — 17,7 %, виробництво — 14,0 %.